# Phaniasz (filozófus)
Phaniasz (Kr. e. 3. század) görög filozófus.
A leszboszi Ereszuszból származott, Arisztotelész tanítványa és logikai iratainak első magyarázója volt. Maga is folytatott régészeti, irodalomtörténeti és természettudományi kutatásokat. Híresebb munkái: „Peri prutaneón Ereszión”, „Peri tón en Szikelia türannón”, „Anairaszteisz türannón ei timóriasz”, „Peri Szókratikón”, „Prósz tousz szophisztasz”, „Peri hütón”. Munkáiból csupán töredékek maradtak fenn.